# Pasztorella
A Pasztorella olasz eredetű női név, jelentése: pásztorlányka.

## Gyakorisága
Az 1990-es években szórványos név, a 2000-es években nem szerepel a 100 leggyakoribb női név között.

## Névnapok
- május 17.[2]
- augusztus 6.[2]